# Atelopus mucubajiensis
Atelopus mucubajiensis — вид отруйних жаб родини ропухових (Bufonidae).

## Поширення
Вид є ендеміком Венесуели, де зустрічається лише у штаті Мерида. Мешкає у тропічному гірському дощовому лісі та у річках на висоті 2000-3500 м над рівнем моря.